# ポール・ジェームズ (ラグビー選手)
ポール・ジェームズ（Paul James、1982年5月13日 - ）は、ウェールズの元ラグビー選手。

## プロフィール
- ウェールズ・ニース出身。
- ポジションはプロップ(PR)。
- 身長 185cm、体重 115kg
- ウェールズ代表通算キャップ数は66。
- ラグビーワールドカップ2011・ラグビーワールドカップ2015のウェールズ代表に選ばれた[1]。
- バーバリアンズに選ばれたことがある[2]。

## 略歴
ニース、スウォンジー、オスプリーズ、バースを経て、2015年、オスプリーズに復帰。
2018年、現役を引退した。